# Pala di Pesaro
Oltarna slika Pesaro (ital. Pala di Pesaro) je oljna slika na tabli Giovannija Bellinija, datirana v čas med letoma 1471 in 1483. Velja za eno prvih Bellinijevih zrelih del, čeprav obstajajo dvomi o datumu in o tem, kdo jo je naročil. Tehnika dela ni le zgodnja uporaba olj, temveč tudi modre smalta, stranski proizvod steklarske industrije. Uporabljali so jo že v Nizozemskih deželah v Boutsovem Polaganju v grob (1455), vendar je to označilo prvo uporabo smalta v italijanski umetnosti, dvajset let, preden ga je Leonardo da Vinci uporabil v stanovanjih Ludovica il Mora v Milanu leta 1492. Bellini uporablja tudi bolj tradicionalne lapis lazuli in azurit za druge modre v sliki.
Prvotno je bila v cerkvi San Francesco v mestu Pesaro v deželi Marke, ko je bila ta cerkev pod francosko okupacijo leta 1797 zaprta. Oltarna slika je bila sprva preseljena v mestni svet, po različnih vprašanjih pa je bila zaupana mestnemu umetniškemu muzeju, kjer je še danes visi.

## Datacija
Noben dokument ni dokončno ohranjen do danes. Olja so v Benetkah postala priljubljena šele po prihodu Antonella da Messine leta 1475, zato je malo verjetno, da bi bila naslikana pred tem datumom. Slikar Giovanni Pizzimegli je v oporoki leta 1476 ponudil plačilo, ki bo pomagalo poravnati stroške velike oltarne slike za cerkev San Francesco, vendar ne določa, ali je bilo delo načrtovano, v teku ali dokončano, kar pomeni, da ga zagotovo ni mogoče identificirati s Pala di Pesaro. Najstarejše teorije Rogerja Fryja, Giovannija Battiste Cavalcaselle in Frizzona datirajo okoli leta 1481, medtem ko je leta 1914 kritik Roberto Longhi sprva datiral v leto 1465–1470; in nato v ponovni analizi, izvedeni leta 1927, v leto 1475. Večina kritikov se je strinjala z Longhijem, dokler Pallucchini (1959) in Meiss (1963) nista predlagala 1470–1471, na podlagi primerjav z oltarno osrednjo sceno Marijinega kronanja z Ustoličeno Marijo s svetniki Marca Zoppa (zdaj v Staatliche Museen, Berlin).
Delo prikazuje številne utrdbe, na primer tisto, ki jo ima sveti Terencij iz Pesara na predeli, ki jo je Everett Fahy označil za Fortezza Costanza, in jo je Francesco Laurana načrtoval za Sforze v Pesaru leta 1474 in dokončal leta 1479, čeprav je bil njen končni videz že objavljen na medalji Gianfrancesca Enzole iz leta 1475. Podobnost ni dovolj natančna, da bi dokazala to hipotetično datiranje. Leta 1909 je Vaccia izjavil, da je trdnjava v ozadju prizorišča kronanja temeljila na Rocca di Gradara, ki jo je Rimini leta 1463 zajel Pesari, zaradi česar bi bila oltarna slika praznovanje samega zajetja ali obletnice le -tega.
Novejše študije Battistija in Castellija so predlagale 1480-ta, ki ikonografijo dela povezujejo s političnimi dogodki, kot je regentstvo Camille Aragonske od leta 1483 naprej, ali verskimi spori v tistem obdobju, na primer med frančiškani in dominikanci. Druga teorija povezuje delo s poroko med Costanzom I. Sforza in Camillo Aragonsko leta 1474.

## Kompozicija

### Marijino kronanje
Glavna osrednja plošča prikazuje Marijino kronanje, nenavadno prikazano na zemlji in ne v nebesih. Na levi sta sveti Peter in sveti Pavel, na desni pa sveti Hieronim in sveti Frančišek Asiški. Marija in Jezus sedita na marmornem prestolu, katerega odprt hrbet razkriva realistično skalnato pokrajino, obdano z obrobo, ki je enaka prvotnemu pozlačenemu vgraviranem okvirju. V zgornjem središču je golob Svetega Duha, na levi in desni strani so kerubini in serafini. Tla so opremljena z marmornimi vložki, ki poudarjajo perspektivo in ravnovesje kompozicije. Bellini združuje lekcije svojega svaka Andrea Mantegne z jasno svetlobo in sintezo med arhitekturo, figurami in pokrajino Piera della Francesca in oljno tehniko Antonella da Messine, katerih delo je morda videl na možnem izletu v Marke, domovino njegove matere.

### Pilastri
Venec držita dva pilastra, vsak velik 61 cm x 25 cm in vsak z enojno globinsko perspektivo. Na levi strani so svetniki Katarina Aleksandrijska, Lovrenc, Anton Padovanski in Janez Krstnik, na desni pa blažena Michelina, Bernardino iz Siene, Ludvik Toulouški in Andrej. Veliko teh svetnikov so v tem času promovirali frančiškani.

### Predela
Pod oltarno sliko je predela, ki prikazuje na sredini Rojstvo. Na levi strani so prizori sv. Jurij in zmaj, Spreobrnjenje sv. Pavla in Križanje sv. Petra, na desni pa sv. Hieronim v puščavi, sv. Frančišek kaže stigme in sv. Terencij. Ti prizori so bili skrbno izbrani - na primer, Frančišek je bil zaščitnik cerkve in je bil s frančiškanskim redom povezan tudi s Sforzo, Jurij je bil z dvorom Sforza povezan kot "sveti vitez", sveti Terencij (prikazan kot rimski vojak) pa zavetnik Pesare. Postavitev svetega Jurija in svetega Terencija na glavna mesta na skrajni levi in skrajni desni, ki se običajno uporabljata za grbe, je verjetno poudarila vojaško in državljansko moč družine Sforza. Za svetim Terencijem je starodavni rimski doprsni kip nad napisom, ki hvali Avgusta in ga ugodno primerja z vojvodom.

### Pieta
Delo je prej dopolnila Pietà velikosti 106 x 84 cm, ki se odmika od prejšnjih obravnav te teme in ne prikazuje spredaj Kristusovega telesa, ampak počiva na robu groba. Služabnik drži Kristusa od zadaj, Nikodem pa kozarec mazila preda klečeči Mariji Magdaleni, ki drži Kristusovo roko.
Pietà je bila leta 1797 ločena od glavne slike in odnesena v Pariz, leta 1815 jo je odkril Antonio Canova in jo odnesel v Rim. Tam so jo dodelili Pinacoteci Vaticani, kjer še vedno visi. Ta Pietà je bila pripisana številnim drugim umetnikom, od Bartolomea Montagne do Giovannija Buonconsiglia, preden je bila nazadnje pripisana Andreu Mantegni. Leta 1913 jo je Frizzoni prepoznal kot zgornji del oltarja Pesaro, ki ga je nato nadomestila slika sv. Hieronima. To je zdaj soglasno stališče, čeprav Ileana Chiappini trdi, da imata dve različni osrednji točki, zato sta nastali ločeno in se združili šele kasneje.

### Okvir
Ta se nanaša na beneške pogrebne spomenike iste dobe, na primer spomenik dožu Pasqualeu Malipieru (ki ga je zasnoval Pietro Lombardo za Santi Giovanni e Paolo) in Mantegninovo oltarno sliko San Zeno. Bellini je nadalje uporabil okvir kot sestavni del slike v kasnejših delih, kot sta oltar San Giobbe in triptih Frari.